# Басіль Кірчін
Басіль Кірчін (Basil Kirchin) — англійський барабанщик та композитор. Свою кар'єру він розпочав у віці 13-ти років барабанщиком у біґ-бенді його батька. В подальшому його музичний доробок торкався таких сфер, як музика для фільмів та електронна музика, побудована за допомогою маніпулюванні магнітних стрічок зі звуками пташок, тварин, комах та дітей з розладами аутистичного спектра.
Почавши свій музичний шлях у джазовій музиці, він постійно шукав нового, не надаючи значення комерційному успіху. У 1950-х, Басіль відвідує Індію, де проводить пʼять місяців у храмі на березі річки Ганг. Поворотним моментом у житті стає подорож в Австралію, коли з багажних сіток на кораблі усі записи його гурту The Kirchin Band падають в океан. Після цього він повертається до Англії, де завдячуючи знайомству з аудіо-інженером Кітом Хердом (Keith Herd), він разом з ним досліджує техніки маніпуляції звуку. У 1967 році на грант отриманий від Arts Council, Басіль купує диктофон, який використовує для запису колекції різноманітних звуків.
Результатом досліджень стає робота за назвою Worlds Within Worlds. Вона складається з двох альбомів з однаковою назвою, перший з яких вийшов у 1971 році, а другий лише у 1974. Альбоми не мали комерційного успіху, було продано декілька сотень копій. Після запису другого альбому Worlds Within Worlds, Браяна Іно запросили написати коментар для альбомних нотаток. В цих роботах використовувались записи голосів дітей з аутистичним розладом. Його дружина Естер, працювала у школі в Швейцарії для дітей з особливостями розвитку. Зі слів самого Басіля, він був  "захоплений звуками, якими ці діти користуються у спробах комунікувати" та вважав, що "при всій повазі, звичайний людський розум не зміг би сягнути таких інтервалів та тембрів".
Наприкінці 1990-х Басіль проживав у соціальному будинку у місті Кінгстон-апон-Галл зі своєю дружиною. Він продовжував записувати музику до кінця життя.